# Lupo Alberto

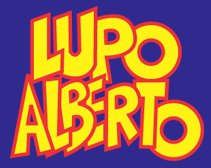
Lupo Alberto das Logo

Lupo Alberto ist eine italienische Comicserie, die von Guido Silvestri (Silver) geschrieben wurde.

## Der Anfang
Die Hauptfigur Lupo Alberto, ein blauer Wolf, versucht immer wieder die Henne Marta zu stehlen, die auch seine Verlobte ist. Aber Mosè (ein Bobtail-Wachhund) versucht dies zu verhindern. Gerade aus diesen epischen Begegnungen zwischen Lupo Alberto und Mosè sind die ersten Episoden der Comicreihe entstanden.
Lupo Alberto erschien das erste Mal im Februar 1974 mit einer Werbezeile von Guido Silvestri in der Jugendzeitschrift Corriere dei ragazzi. Ein Jahr später publizierte Dardo das erste Heft, das von Lupo Alberto handelt.
In Deutschland erschienen 1988 drei Bände beim Krüger Verlag.

## Zeichentrickserie
1997 bis 1998 wurde dann die Zeichentrickserie Lupo Alberto produziert, die aus zwei Staffeln mit insgesamt 26 Episoden besteht, in denen jeweils vier Episoden der italienischsprachigen Originalfassung zusammengefasst wurden. Regie führten Giuseppe Laganà, Jean C. Roger und Alessandro Belli. Die deutschsprachige Erstausstrahlung erfolgte 1999 durch den Fernsehsender ProSieben. Wiederholt wurde sie anschließend unter anderem von FTL Deutschland.